# Сезон ДТМ 1984

## 
В 1982 г. чемпіонат DRM змінив регламент, і став чемпіонатом з перегонів на витривалість. Для кузовних автомобілів було створено новий чемпіонат — Deutsche Productionwagen Meistershaft (DPM), в якому брали участь автомобілі групи А. На старт нового чемпіонату виходило до 40 автомобілів. Бали нараховувались за перші 18 місць, що зменшувало цінність перемоги. Чемпіоном став Фолькер Штричек, який жодного разу не переміг.

## Календар
| Дата       | Гонка                   | Дистанція                                           | Переможець                      |
| ---------- | ----------------------- | --------------------------------------------------- | ------------------------------- |
| 11.03.1984 | Золдер                  | 24 × 4,262 км = 102,288 км                          | Harald Grohs                    |
| 8.04.1984  | Хокенхаймринг           | 15 × 6,797 км = 101,955 км                          | без переможця                   |
| 13.05.1984 | АФУС                    | 7 × 8,110 км = 56,770 км 7 × 8,110 км = 56,770 км   | Manfred Trint Olaf Manthey      |
| 26.05.1984 | Flugplatz Mainz-Finthen | 45 × 2,300 км = 103,500 км                          | Per Stureson                    |
| 10.06.1984 | Fliegerhorst Wunstorf   | 20 × 5,050 км = 101,000 км                          | Manfred Trint                   |
| 17.06.1984 | Нюрбургринг             | 12 × 4,542 км = 54,504 км 12 × 4,542 км = 54,504 км | Manfred Trint Winfried Vogt     |
| 1.07.1984  | Норісринг               | 44 × 2,300 км = 101,200 км                          | Winfried Vogt                   |
| 8.07.1984  | Нюрбургринг             | 23 × 4,524 км = 104,466 км                          | Harald Grohs                    |
| 22.07.1984 | Diepholz                | 40 × 2,600 км = 104,000 км                          | Harald Grohs                    |
| 5.08.1984  | Хокенхаймринг           | 11 × 6,797 km = 74,767 км 11 × 6,797 км = 74,767 км | Peter Oberndorfer Manfred Trint |
| 19.08.1984 | Золдер                  | 24 × 4,262 км = 102,288 км                          | Harald Grohs                    |
| 23.09.1984 | Нюрбургринг             | 25 × 4,524 км = 113,550 км                          | Peter John                      |

## Золдер
Ранній початок сезону приніс низькі температури, дощ, і сніг в суботню кваліфікацію.
На старт вийшли 25 машин, серед яких сім BMW 635s, два Ровера, Форд Мустанг, Шевролет Камаро (хоча він залишився в паддоку більшу частину уїк-енда), чотири Alfetta і чимало інших автомобілів.
На кваліфікації Ван Оммен на Rover Vitesse зайняв поул-позицію за ним кваліфікувались Штук (BMW 635), Мантей (Ровер) — третій.
Важливо було вибрати правильні шини для перегонів — після дощу траса була мокрою. Штук лідирував весь час, але за два кола до кінця він втратив колесо, чим скористався Грохс, який і виграв першу гонку в історії ДТМ.

## Хоккенхайм
На другому етапі Штук був відсутнім у стартовому списку через те, що він брав участь в етапі ЕТСС на Vallelunga. Ван Оммен виборов поул-позицію, за ним кваліфікувався товариш по команді Мантей і третю позицію зайняв Грохс. Обидва Ровери зіткнулися з проблемами під час перегонів, так що на подіум прийшли Грохс-Штрицек-Оберндорфер. Після фінішу на двигуні Грохса були знайдені порушення: підйом клапана був занадто високим для двох циліндрів, і він був дискваліфікований, а оскільки технічна комісія не вважала, що цим Грохс отримав якусь перевагу, друге й третє місця залишилися без змін — тож гонка лишилася без переможця …

## АФУС
Ван Оммен знову кваліфікувався на поул, але йому всю гонку довелося змагатися з Трінтом на Форді — все було вирішено на останньому колі, коли він пропустив точку гальмування в першій шикані і пошкодив масляний картер і рульове управління Ровера, через що не зміг взяти участь у другому заїзді. Перший заїзд виграв Трінт на Форд Мустанг.
Пітер Джон почав з кінця пелотону і провів дуже вдалу гонку, яка принесла йому подіум, третє місце після фон Байерна.
У другому заїзді Трінт взяв на себе ініціативу, але незабаром був змушений заїхати на піт-стоп з двома проколами. Джон, втратив гальма і протаранив Грохса — через що обидва пілоти зійшли. На фініш з менш ніж секундою різниці між першим і четвертим місцями прийшли Мантей, фон Байерн, Штричек і Оберндорфер.

## Майнц-Фінтен
Гонка проводилась на трасі, прокладеній на аеродромі Mainz-Finthen. Поул позицію виборов Грохс. Перший виступ Volvo 240 Turbo, неодмінного учасника прегонів наступних двох років. Побідоносний дебют П. Стуресона. Він зайняв першу сходинку подіуму, на другій опинився Грохс, на третій — Штрицек. Під час гонки вперше в ДТМ було використано турбований двигун.

## Вунсторф
Трінт і Грохс домінували на практиці. Грохс лідирував під час гонки, але за чотири кола до кінця на його машині виникли проблеми з електроникою. Трінт перехватив першість і виграв гонку, Грохс прийшов лише другим. Фогт претендував на подіум, але на його БМВ 323i зламався важіль перемикання передач і він був змушений заїхати на піт-стоп. Штук стартував з кінця пелотону і фінішував третім.

## Нюрбургрінг
Оновлений Нюрбургрінг приймав шостий етап з DPM. Грохс зійшов з дистанції через паливний насос, Трінт перехопив лідерство у Грохса і виграв гонку, обійшовши обидва Ровера (Мантей і Ван Оммен).
У другому заїзді Мантей деякий час лідирував, але потім Грохс і Фогт випередили їх. Зрештою, Фогт виграв гонку, випередивши Грохса і Мантея

## Норісринг
Поул-позицію зайняв Стуресон, Грохс другий і маленький BMW 323і Фогта на третій позиції. Стуресон зійшов усього лише після одного кола з коробкою передач, а Грохс відкотився назад знову з проблемою паливного насосу. Так Фогт прийшов до фінішу переможцем, друге місце дісталося Мантею, більше ніж в 20 секундах позаду, за ним Брун і Штрицек. Форд Мустанг Трінта зіткнувся з Фордом Капрі Гартманна і вибув. Оберндорфер зійшов через поломку коробки передач.

## Нюрбургрінг
Знову боротьбі між Грохсом і Фогтом. Мантей зійшов з поломкою коробки передач. Гонку виграв Грохс, трохи більше секунди йому програв Фогт. Третім був Трінт і четвертим прийшов Штрицек — який вже отримав лідерство в чемпіонаті, попри те, що не виграв жодної гонки.

## Діпхольц
Пітер Джон на Шевролет Камаро здивував на практиці другим місцем, але потім його двигун вибухнув, — він не стартував. Фогт розбив свій автомобіль на першій практиці, а на другій він не зміг піднятися вище дев'ятого місця.
Поул позицію зайняв Грохс. Перша половина гонки відзначилася боротьбою між Грохсом і Трінтом, які зайняли перше і друге місця відповідно, Штрицек поступився позицією Оберндорферу, Фогту, а потім і Мантею. Фогт зумів прийти на четвертій позиції, програвши менше ніж півсекунди Оберндорферу.

## Хоккенхайм
Грохс домінував на практиці, і щоб зберегти свою надію на чемпіонський титул йому необхідно було фінішувати на подіумі. Але на третьому колі першого заїзду на його БМВ вибухнув двигун. Оберндорфер, після третьої позиції на практиці піднявся на першу позицію після вильоту Грохса. На етапі брали участь три Volvo 240 Turbo, дві з них зійшли, а Пер-Гуннар Андерссон фінішував другим. Третім прийшов Мантей на Ровер Вітессе. У Трінта виникли проблеми з коробкою передач, але він зміг фінішувати четвертим..
У другому заїзді, Оберндорфер намагався відібрати третю позицію у Фріче, але боротьба закінчилася тим, що обидва зіткнулися із огорожею і завершили перегони. Другий заїзд виграв Трінт, випередивши Мантея. Третім фінішував Фогт.

## Золдер
Команду Губін задовольняло друге місце Штрицека — так як він лідирував у чемпіонаті досить тривалий час, тепер же можна було претендувати на титул в останній гонці. Переможцем на етапі став Грохс — після боротьби з Фогтом (поки автомобіль останнього не зійшов), з Джоном і його Камаро (також вибув) і з Мантеєм, поки той не відкотився назад через технічні проблеми. На третю сходинку подіуму піднявся водій Опель Кадетт — Юрген Фрітцше.

## Нюрбургринг
Штрицек мав шанси стати чемпіоном, навіть якщо Грохс виграє, а він закінчить п'ятим. На практиці Штричек був найшвидшим серед пілотів BMW (третій по стартовій решітці), так як Грохс розпочав свій кваліфікаційний заїзд занадто пізно — почався дощ, він не міг досягти кращого результату, ніж п'ятий. Найшвидший був Стуресон, другий — Джон.
У гонці Грохс показав непоганий старт і був четвертим за Стуресоном, Мантеєм та Джоном. Штричек був тільки сьомим, оскільки він мав погану видимість через мокрий трек. Тим часом Фогт приєднався до лідерів, і йшов на другій позиції, але втратив її після невеликого зіткнення на чотирнадцятому колі. Мантей зайняв друге місце, після нього фінішували Андерссон і новий чемпіон Штричек.